# Ямболско поле
Ямболското поле е поле в средното поречие на река Тунджа, в Югоизточна България, на територията на Ямболска и Сливенска област.
Ямболското поле е разположено от двете страни на средното поречие на река Тунджа, между Светиилийските възвишения на югозапад, Бакаджиците на изток и североизток и крайните разклонения на Сърнена Средна гора на северозапад. На север е широко отворено към Сливенскотото поле, а на юг – към Елховското поле. Северно и южно от Светиилийските възвишения се свързва чрез ниски вододелни гърбици с най-североизточната част на Горнотракийската низина. От запад на изток дължината му е 30-35 км, а от север на юг – 22-25 км. Средна надморска височина около 100-150 м.
Релефът му е равнинен, изграден от плиоценски и кватернерни отложения. Климатът е преходно континентален. Средна годишна температура за станция Ямбол 12 °C, средна януарска 0,6 °C, средна юлска 22,6 °C. Средна годишна валежна сума 552 мм. Отводнява се от река Тунджа и нейните притоци. Преобладаващите почви са излужени чернозем-смолници (по междудолинните гърбици), излужени канелени горски (по периферията) и алувиално-ливадни (по долините на реките). Отглеждат се зърнени и тухнически култури.
Център на областта и най-голямо селище е град Ямбол, около който са разположени още няколко десетки села.
През полето преминават участъци от 3 пътя от Държавната пътна мрежа:
- От север на юг, на протежение от 33,9 км – участък от първокласен път № 7 Силистра – Шумен – Ямбол – ГКПП „Лесово“.
- От северозапад на югоизток, на протежение от 35,5 км – участък от второкласен път № 53 Поликраище – Сливен – Ямбол – Бургас.
- От североизток на югозапад, от Ямбол до село Ботево, на протежение от 17,5 км – участък на третокласен път № 536 Ямбол – Скалица – Маца.

В северозападната му част преминава участък от трасето на жп линията Пловдив – Стара Загора – Зимница, а от север на юг – участък от трасето на жп линията Ямбол – Елхово.

## Топографска карта
- Лист от карта K-35-53. Мащаб: 1 : 100 000.
- Лист от карта K-35-54. Мащаб: 1 : 100 000.
- Лист от карта K-35-65. Мащаб: 1 : 100 000.
- Лист от карта K-35-66. Мащаб: 1 : 100 000.